# Guerville (Yvelines)
Guerville és un municipi francès, situat al departament d'Yvelines i a la regió de Illa de França. L'any 2007 tenia 1.997 habitants.
Forma part del cantó de Bonnières-sur-Seine, del districte de Mantes-la-Jolie i de la Comunitat urbana Grand Paris Seine et Oise.

## Demografia

### Població
El 2007 la població de fet de Guerville era de 1.997 persones. Hi havia 752 famílies, de les quals 168 eren unipersonals (96 homes vivint sols i 72 dones vivint soles), 204 parelles sense fills, 316 parelles amb fills i 64 famílies monoparentals amb fills.
La població ha evolucionat segons el següent gràfic:
Habitants censats

### Habitatges
El 2007 hi havia 830 habitatges, 773 eren l'habitatge principal de la família, 14 eren segones residències i 43 estaven desocupats. 755 eren cases i 66 eren apartaments. Dels 773 habitatges principals, 626 estaven ocupats pels seus propietaris, 113 estaven llogats i ocupats pels llogaters i 34 estaven cedits a títol gratuït; 15 tenien una cambra, 48 en tenien dues, 107 en tenien tres, 212 en tenien quatre i 391 en tenien cinc o més. 604 habitatges disposaven pel capbaix d'una plaça de pàrquing. A 303 habitatges hi havia un automòbil i a 412 n'hi havia dos o més.

### Piràmide de població
La piràmide de població per edats i sexe el 2009 era:
| Homes | Edats   | Dones |
| ----- | ------- | ----- |
| 0     | 95 o +  | 0     |
| 0     | 90 a 94 | 0     |
| 0     | 85 a 89 | 8     |
| 0     | 80 a 84 | 0     |
| 28    | 75 a 79 | 24    |
| 24    | 70 a 74 | 40    |
| 28    | 65 a 69 | 40    |
| 72    | 60 a 64 | 20    |
| 52    | 55 a 59 | 72    |
| 64    | 50 a 54 | 52    |
| 108   | 45 a 49 | 88    |
| 88    | 40 a 44 | 88    |
| 64    | 35 a 39 | 88    |
| 72    | 30 a 34 | 88    |
| 52    | 25 a 29 | 48    |
| 64    | 20 a 24 | 60    |
| 80    | 15 a 19 | 48    |
| 68    | 10 a 14 | 64    |
| 68    | 5 a 9   | 52    |
| 92    | 0 a 4   | 52    |

## Economia
El 2007 la població en edat de treballar era de 1.338 persones, 992 eren actives i 346 eren inactives. De les 992 persones actives 951 estaven ocupades (506 homes i 445 dones) i 41 estaven aturades (20 homes i 21 dones). De les 346 persones inactives 139 estaven jubilades, 121 estaven estudiant i 86 estaven classificades com a «altres inactius».

### Ingressos
El 2009 a Guerville hi havia 786 unitats fiscals que integraven 2.038 persones, la mediana anual d'ingressos fiscals per persona era de 23.667 €.

### Activitats econòmiques
Dels 113 establiments que hi havia el 2007, 5 eren d'empreses extractives, 2 d'empreses alimentàries, 1 d'una empresa de fabricació de material elèctric, 8 d'empreses de fabricació d'altres productes industrials, 24 d'empreses de construcció, 13 d'empreses de comerç i reparació d'automòbils, 8 d'empreses de transport, 5 d'empreses d'hostatgeria i restauració, 3 d'empreses d'informació i comunicació, 6 d'empreses financeres, 4 d'empreses immobiliàries, 18 d'empreses de serveis, 9 d'entitats de l'administració pública i 7 d'empreses classificades com a «altres activitats de serveis».
Dels 26 establiments de servei als particulars que hi havia el 2009, 1 era una gendarmeria, 1 oficina de correu, 5 tallers de reparació d'automòbils i de material agrícola, 4 paletes, 1 fusteria, 6 lampisteries, 3 electricistes, 2 empreses de construcció, 1 perruqueria, 1 restaurant i 1 agència immobiliària.
Dels 2 establiments comercials que hi havia el 2009, 1 era una botiga de menys de 120 m² i 1 una botiga de material de revestiment de parets i terra.
L'any 2000 a Guerville hi havia 13 explotacions agrícoles.

## Equipaments sanitaris i escolars
L'únic equipament sanitari que hi havia el 2009 era una farmàcia.
El 2009 hi havia 1 escola maternal i 1 escola elemental.

## Poblacions més properes
El següent diagrama mostra les poblacions més properes.